# Attica (film, 2021)
Pour les articles homonymes, voir Attica.
Pour plus de détails, voir Fiche technique et Distribution.
Attica est un film américain réalisé par Traci Curry et Stanley Nelson, sorti en 2021.

## Synopsis
Le documentaire revient sur la mutinerie de la prison d'Attica.

## Fiche technique
- Titre : Attica
- Réalisation : Traci Curry et Stanley Nelson
- Scénario : Stanley Nelson
- Musique : Tom Phillips
- Photographie : Stefan Beaumont, Ryan Bronz, Kevin J. Burroughs, Ronan Killeen, Antonio Rossi et Bill Winters
- Montage : Jaclyn Lee et Aljernon Tunsil
- Production : Traci Curry
- Société de production : Showtime Documentary Films, Firelight Films et Topic Studios
- Pays :  États-Unis
- Genre : Documentaire
- Durée : 116 minutes
- Dates de sortie :
  - États-Unis : 29 octobre 2021 (Los Angeles)

## Distinctions
Le film a été nommé à l'Oscar du meilleur film documentaire.